# 損害保險日本興亞
損害保險日本興亞，全名損害保險Japan日本興亞（日语：／ Songai hoken japan Nippon kōa */?，常簡稱為損保日本興亞），是一家日本保險公司，為損保日本興亞控股旗下子公司。主要從事損害保險（即華語圈所稱的財產保險），但也有人身保險業務。

## 概要
損保日本興亞是在2014年（平成26年）9月1日時，由日本損害保險與日本興亞損害保險兩家公司合併組成，在合併後成為日本最大的損害保險公司。
2002年由安田火災海上保險和日產火災海上保險合併成立，同年合併大成火災海上保險。2010年4月已與日本興亞損害保險合併。
前身之一的大成火災海上保險是創業於台灣的企業，由板橋林家林熊光在1920年1月成立，本社設於台灣台北。戰後初期，大成火災海上在台灣的業務被國民政府接收並併入1948年3月12日所成立的臺灣產物保險，在日本內地的資產負債則由1950年6月重新在東京設立的大成火災海上保險所繼承。
而後於1984年8月，前身之一安田火災海上保險在台設立辦事處，在合併為前身損保日本後於2009年以全資再成立佳朋保險經紀人股份有限公司，該子公司位於松江路和四平街交叉路口旁。
2020年4月1日更名為「日本損害保險」（第2代）。

## 外部連結
- 日本損害保險
- 佳朋保險經紀人[永久]（繁體中文）